# Charles A. Karch
Charles Adam Karch (* 17. März 1875 im St. Clair County, Illinois; † 6. November 1932 in St. Louis, Missouri) war ein US-amerikanischer Politiker. In den Jahren 1931 und 1932 vertrat er den Bundesstaat Illinois im US-Repräsentantenhaus.

## Werdegang
Charles Karch besuchte die öffentlichen Schulen seiner Heimat und studierte danach bis 1894 an der Northern Illinois Normal University, der heutigen Illinois State University. Zwischen 1895 und 1900 war er als Lehrer tätig. Nach einem gleichzeitigen Jurastudium am Wesleyan College in Bloomington und seiner 1898 erfolgten Zulassung als Rechtsanwalt begann er in Belleville in diesem Beruf zu arbeiten. Gleichzeitig schlug er als Mitglied der Demokratischen Partei eine politische Laufbahn ein. Zwischen 1901 und 1903 arbeitete er als Sekretär für den Kongressabgeordneten Fred J. Kern. Von 1904 bis 1906 sowie nochmals zwischen 1910 und 1914 saß er als Abgeordneter im Repräsentantenhaus von Illinois. Seit 1914 lebte er in East St. Louis, wo er als Anwalt praktizierte. Von 1914 bis 1918 fungierte er als Bundesstaatsanwalt für den östlichen Bezirk seines Staates.
Bei den Kongresswahlen des Jahres 1930 wurde Karch im 22. Wahlbezirk von Illinois in das US-Repräsentantenhaus in Washington, D.C. gewählt, wo er am 4. März 1931 die Nachfolge des Republikaners Edward M. Irwin antrat. Dieses Mandat konnte er bis zu seinem Tod am 6. November 1932 ausüben. Zu diesem Zeitpunkt war er bereits zur Wiederwahl nominiert worden.